# Dan Gilroy
Daniel Christopher Gilroy (Santa Monica, 1959. június 24. –) amerikai filmrendező és Oscar-díjra jelölt forgatókönyvíró.

## Élete és pályafutása
Legismertebb filmje a 2014-es Éjjeli féreg, melyet rendezőként és forgatókönyvíróként is jegyez. Gilroy a következő évben legjobb eredeti forgatókönyv kategóriában Oscar-jelölést kapott, továbbá egy Independent Spirit-díjat vehetett át. 
Egyéb forgatókönyves munkái közé tartozik a Szabad préda (1992), a Pénz beszél (2005), a Zuhanás (2006), a Vasököl (2011) és A Bourne-hagyaték (2012) – utóbbit bátyja, Tony Gilroy rendezte.

## Magánélete
Los Angelesben él feleségével, Rene Russóval, akit 1992-ben vett el. Egy lányuk született, Rose. Russo több, Gilroy által forgatókönyvíróként jegyzett filmben szerepelt.

## Filmográfia

### Film
| Év   | Magyar cím           | Eredeti cím           | Feladatkör | Feladatkör | Megjegyzések                 |
| Év   | Magyar cím           | Eredeti cím           | Rendező    | Író        | Megjegyzések                 |
| ---- | -------------------- | --------------------- | ---------- | ---------- | ---------------------------- |
| 1992 | Szabad préda         | Freejack              | Nem        | Igen       |                              |
| 1994 | Díszkíséret          | Chasers               | Nem        | Igen       |                              |
| 2005 | Pénz beszél          | Two for the Money     | Nem        | Igen       | vezető producer              |
| 2006 | Zuhanás              | The Fall              | Nem        | Igen       |                              |
| 2011 | Vasököl              | Real Steel            | Nem        | Sztori     |                              |
| 2012 | A Bourne-hagyaték    | The Bourne Legacy     | Nem        | Igen       | bátyja, Tony Gilroy rendezte |
| 2014 | Éjjeli féreg         | Nightcrawler          | Igen       | Igen       | rendezői debütálása          |
| 2017 | Kong: Koponya-sziget | Kong: Skull Island    | Nem        | Igen       |                              |
| 2017 | A jogdoktor          | Roman J. Israel, Esq. | Igen       | Igen       |                              |
| 2019 | Bársony körfűrész    | Velvet Buzzsaw        | Igen       | Igen       |                              |

### Televízió
| Év   | Magyar cím | Eredeti cím   | Megjegyzések               |
| ---- | ---------- | ------------- | -------------------------- |
| 2007 |            | City of Light | forgatókönyvíró (6 epizód) |
| 2022 | Andor      | Andor         | forgatókönyvíró (3 epizód) |

## Fordítás
- Ez a szócikk részben vagy egészben  a   Dan Gilroy című angol Wikipédia-szócikk fordításán alapul.  Az eredeti cikk szerkesztőit annak laptörténete sorolja fel. Ez a jelzés csupán a megfogalmazás eredetét és a szerzői jogokat jelzi, nem szolgál a cikkben szereplő információk forrásmegjelöléseként.